# ニコライ・クルイロフ

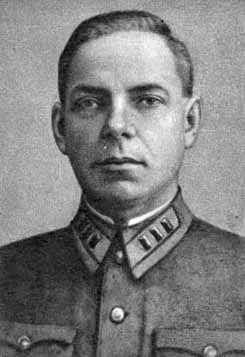
ニコライ・クルイロフ

ニコライ・イヴァーノヴィチ・クルィローフ（ロシア語: Никола́й Ива́нович Крыло́в；1903年4月16日 - 1972年2月9日）は、ソビエト連邦の軍人。ソ連邦元帥。ソ連邦英雄。

## 経歴
ゴリャエフカ村（現ペンザ州タマリンスキー地区ヴィシュニェヴォエ村）出身。初等教育は、教会の教区学校で受けた。1918年、仕事に就きながら、労働者学校で学ぶ。1919年、赤軍に志願し、南部戦線で白軍と戦う。1920年、歩兵・機関銃課程を修了し、小隊長として北カフカーズ、ザカフカーズに派遣され、後に中隊長となった。
1921年、ザバイカルに異動し、第2ザバイカル狙撃師団に配属され、大隊長に任命。師団は、セミョーノフ、カルムイコフ、日本軍の部隊と戦い、スパスクとウラジオストクの解放に参加した。
ロシア内戦終結後、シベリア軍管区で大隊長、連隊参謀長補を歴任。1928年、狙撃課程に送られた後、独立極東赤旗軍参謀次長に任命。その後、ドナウ強化地区参謀長となる。
1941年、独ソ戦直前、オデッサの沿海軍参謀長に任命される。オデッサとセヴァストポリの防衛、同地からの部隊の撤退を指揮した。
1942年9月、第62軍（司令官：ワシーリー・チュイコフ）参謀長に任命され、スターリングラード攻防戦に参加。ドイツ軍撃破後、1943年4月、第62軍は第8親衛軍に改称され、クルイロフは引き続き参謀長となった。
1943年7月、第21軍司令官となり、エリニ、ドロゴブジで戦う。同年10月、第3白ロシア戦線の第5軍司令官となり、ボリソフを解放。東プロシア作戦では、ドイツ軍のゼムランド集団を撃滅した。
ドイツの敗北が濃厚になると、ヤルタ会談での決定に従い、第5軍は極東に配置転換され、第1極東戦線に編入された。第5軍は、ソ連対日参戦と共に関東軍を撃破した。この功績に対して、クルイロフにはソ連邦英雄の称号が授与された。
終戦後、沿海軍管区司令官に任命。その後、1947年、部隊再編と関連して極東軍管区が創設され、同管区副司令官に任命された。1953年、極東軍管区司令官、1956年、ウラル軍管区司令官、1957年、レニングラード軍管区司令官、1960年、モスクワ軍管区司令官を歴任。
1962年、ソ連邦元帥。1963年3月、戦略ロケット軍総司令官兼国防次官に任命。1961年からソ連共産党中央委員会委員。
1972年2月9日、死去。赤の広場に埋葬。

## 著作
- "Стратегические ракеты"（「戦略ロケット」）
- "Ядерный век и война"（「核の世紀と戦争」）
- "Не померкнет никогда"（「決して輝きを失わない」）
- "Навстречу победе"（「勝利に向かって」）
- "Огненный бастион"（「火の砦」）
- "Люди бессмертного подвига（「不死の偉業の人々」）

## 受勲
ソ連邦英雄。レーニン勲章、十月革命勲章、赤旗勲章4個、一等スヴォーロフ勲章を受章。

## 顕彰
マーシャル・ネデリン級ミサイル追跡艦の2番艦であるマーシャル・クルイロフは、クルイロフに因み命名された。